# Archéologie du district de Banda
Le district de Banda au Ghana joue un rôle important dans la compréhension des réseaux commerciaux et de la manière dont ils façonnent la vie des personnes vivant en Afrique de l'Ouest. Le district de Banda est situé dans le centre-ouest du Ghana, juste au sud de la Volta noire, dans un environnement boisé de savane. Cette région a de nombreux liens avec le commerce transsaharien, ainsi qu'avec le commerce atlantique et les intérêts coloniaux et économiques britanniques. Les effets de ces interactions peuvent être vus sur le plan archéologique à travers la présence de biens exotiques et l'exportation de matériaux locaux, la production de poterie et de métaux, ainsi que les changements dans les modes de vie et de subsistance. Des recherches archéologiques pionnières dans ce domaine sont menées par Ann Stahl.

## Commerce transsaharien
La période de commerce transsaharien dans ce qui est aujourd'hui le district de Banda commence vers 1300 et dure jusqu'au XVIIe siècle. Bon nombre des premiers villages de cette région sont fortement influencés par les réseaux commerciaux reliant le Sahara. Les Bandas en particulier ont une relation avec le réseau commercial nigérian, où les ressources de la savane boisée telles que l'or, la noix de kola et l'ivoire sont échangées contre des produits du Nord comme les alliages de cuivre, le sel et les textiles. On se demande si les habitants du district de Banda reçoivent ces biens directement ou s'ils les obtiennent par le biais de colonies plus importantes dans la région. 

### Intérêt européen
L'intérêt européen pour les ressources de l'Afrique de l'Ouest décolle au cours de cette période, à partir d'environ 1400 jusqu'à 1650. Un facteur majeur contribuant à cet intérêt soudain est dû aux contes de Mansa Moussa, le chef du Mali, et ses voyages à La Mecque couverts d'or. Les Portugais ont une présence particulièrement importante le long de la Côte de l'or à ce stade, installant un fort à Elmina et explorant rapidement les environs.

### La production artisanale

#### Poterie
La forme et la décoration de la poterie dans ces sites sont très similaires à celles de Begho, et sa nature homogène bien faite implique qu'une spécialisation s'y produit. Avant les phases Ngre et Kuulo de la céramique dans le district de Banda, il y a la phase Volta, dont la poterie est caractérisée par des motifs géométriques peints en rouge, sans réelle preuve de relations avec le nord. L'analyse par activation neutronique des tessons extraits du site de Kuulo Kataa montre que les différents types d'argile utilisés sont également assez homogènes, ce qui soutient l'idée d'une production locale. Une grande partie de l'argile utilisée provient de l'est des collines de Banda, et les artisans utilisent la même argile quelle que soit la forme ou le traitement des récipients qu'ils fabriquaient. 
Les bocaux sont divisés en deux catégories principales, ceux dont les bords s'évasent à partir du point de constriction et ceux qui ont une forme plus globulaire. Une grande partie de la décoration se trouve sur les bords des récipients, et ils sont soit traités en surface avec une roulette enroulée de corde ou des impressions de tapis qui sont ensuite compensées par des lignes et des motifs rainurés. Divers agents de trempe sont également utilisés, certains récipients ayant même des preuves que des scories métalliques sont utilisées comme trempe.

#### Travail du métal
Cette région de l'Afrique est connue pour ses importants gisements de métaux, en particulier de minerai de fer et d'or. Il existe de nombreuses preuves d'activités de travail des métaux sur le site de Banda Ahenkro (en) à travers des biens matériels tels que des navires, des outils, des armes et des ornements, ainsi que les scories de fer laissées par les processus de travail des métaux. On note également la présence d'éléments brûlés en forme de bassin et d'enclumes à des niveaux variables, indiquant de multiples épisodes d'utilisation saisonnière probable des sites de travail des métaux. Le volume élevé de scories trouvés sur des sites tels que Kuulo Kataa implique que beaucoup plus est produit que ce qui est nécessaire uniquement pour les personnes qui y vivent, et des excédents sont accumulés pour le commerce et d'autres activités. Parmi les artefacts métallurgiques récupérés, il y a plusieurs anneaux ornementaux en fer, des outils tels que des couteaux et des lames courbes avec soie, ainsi qu'un projectile serpentin. 

#### Textiles
Bien que la production de textiles soit courante dans les sites proches du district de Banda tels que Begho, il n'y a pas encore de preuves réelles récupérées suggérant que la production de textiles se fait à Banda même. Dans une fouille, une seule fusaïole fragmentée est trouvée, bien que l'absence de quelque chose ne signifie pas nécessairement que cela ne se produise pas. 

### Activité rituelle
Certains sites métallurgiques, comme celui de Ngre Kataa, témoignent de certains comportements rituels. Lors des fouilles de ces tumulus, trois niveaux distincts sont identifiés. Les niveaux inférieurs des monticules de travail des métaux contiennent souvent des preuves de pratiques rituelles fondamentales et d'inhumations humaines au-dessus desquelles le travail des métaux aurait eu lieu. Ces inhumations comprennent différents groupes d'âge, du nourrisson à l'âge adulte, ainsi que des différences dans la façon dont ils sont placés. Aux niveaux intermédiaires des monticules, il existe des preuves de groupes de sanctuaires qui auraient pu être utilisés dans des activités de divination. Les sanctuaires auraient été visibles dans la zone de travail et auraient pu être liés à l'efficacité, à la protection et à l'aide à la résolution de problèmes. Un exemple de sanctuaire comprend un bracelet en fer, le plus ancien trouvé dans la région de Banda, un galet de quartz, deux lames de fer, un fragment d'os et une figurine jumelée en laiton coulé. La figurine est intéressante car il s'agit d'une forme qui s'est avérée être liée à la divination et avoir des propriétés magiques. Dans une autre zone, une jarre en terre cuite contenant des cauris de la côte des Seychelles est découverte. Non seulement cette découverte démontre les liens commerciaux de l'époque, mais elle soutient également l'idée que la divination est utilisée en raison du caractère mystique des cauries (en).

### Subsistance et style de vie
Pendant la période du commerce transsaharien, les preuves de subsistance sauvage et domestique sont présentes. La présence de phytolithes de maïs implique l'expérimentation de cultures du Nouveau Monde, ainsi que le mil perlé et le sorgho qui réussissent car ils sont extrêmement résistants à la sécheresse,. On pense que le maïs se propage à l'intérieur de l'Afrique de l'Ouest par les Bono, qui l'utilisent comme aliment militaire de base. Jusqu'à présent, les cultures du Nouveau Monde sont les premiers produits connus du commerce atlantique à atteindre le district de Banda. 
Au cours de cette phase, une plus grande importance est accordée aux cultures qui réduisent les risques de pénurie alimentaire, et des pratiques de soutien communautaire sont utilisées pour s'assurer que tous ont accès à la nourriture même en période de sécheresse. 
Ces pratiques entraînent une sécurité alimentaire élevée pour les habitants du district de Banda pendant de nombreuses années. Un grand nombre d'ossements d'animaux, en particulier ceux de mammifères, montrent une plus grande dépendance encore aux méthodes de chasse et de piégeage pour obtenir de la nourriture et des peaux. De nombreux restes fauniques proviennent d'espèces difficiles à chasser, nécessitant un degré considérable de compétence et de connaissance de ces animaux et de leur environnement. Par exemple, les restes d'animaux grands et dangereux tels que des lions, des hippopotames et des phacochères sont retrouvés. 
Bien que les gens comptent beaucoup sur les ressources animales, il y a peu de preuves d'une dépendance aux animaux domestiques. Également sur ces sites, il existe des preuves de certains poissons et d'autres ressources en eau, dont la plupart peuvent être retracées jusqu'à la Volta à plus de 20 kilomètres. C'est en raison de cette distance que le district de Banda aurait acquis ses ressources en eau à travers des réseaux commerciaux locaux et régionaux. De petites quantités de coquillages marins indiquent également un faible degré de commerce avec les zones côtières. Certains animaux domestiques tels que les moutons / chèvres, les bovins, les chevaux et les ânes sont présents, le chien domestique étant peut-être le plus répandu. L'abattage des chiens et la propagation de leurs restes ont souvent eu une connotation rituelle ou spirituelle. La présence d'animaux domestiques peut également être affectée par la fragmentation et la préservation des restes fauniques.
Les villages sont aménagés de manière que les maisons soient disposées en grands ensembles connectés, avec des zones à forte densité de poterie et de scories métalliques. La reconstruction et la fixation des structures, ainsi que d'énormes dépotoirs, impliquent un degré élevé de stabilité résidentielle.

### Sites

#### Ngre Kataa
Sur le site de Ngre Kataa, des preuves d'occupation villageoise peuvent être trouvées du XIVe au XVIIe siècle. À cette époque, le village mesure environ deux à trois hectares et présente diverses activités artisanales, la production de fer et la culture d'aliments tels que le millet perlé et le sorgho. Bien qu'il existe des preuves de ces cultures, la chasse et la cueillette ainsi que le bétail restent des aspects importants de leur alimentation. 

#### Kuulo Kataa
Il s'agit d'un site à plusieurs composantes situé juste au nord de Makala Kataa, un autre site à Banda.  Kuulo Kataa a une superficie d'environ 2,8 hectares avec des monticules d'âges et de tailles variés.  Ici, les fouilles révèlent des densités assez élevées d'os d'animaux, de poterie et de scories de fer, la densité moyenne de poterie étant de 5 400 tessons par mètre cube. Cela implique une plus grande intensité d'occupation par rapport aux sites ultérieurs dans cette zone.
Sur le site de Kuulo Kataa, il existe des preuves du commerce interrégional et transsaharien de matériaux tels que l'or, les coquillages marins, les perles de verre et les alliages de cuivre. Cette zone est importante pour relier le commerce entre les zones forestières au sud et les zones plus sèches au nord. C'est aussi là que se trouve l'agencement composé des maisons, ainsi que les fortes densités de poterie et de scories de fer liées à la production artisanale. À Kuulo Kataa, le style de la céramique est très similaire à celui trouvé sur un site de la même époque connu sous le nom de Begho, montrant des liens entre les groupes locaux de la région.

#### Begho
Begho est une autre étape majeure de ces routes commerciales reliant le Sahara et les lisières de la forêt, et est située juste au nord de Banda. Il est resté un centre commercial jusqu'à ce que les réseaux commerciaux atlantiques prennent le relais en Afrique de l'Ouest. Une équipe d'archéologues a fouillé plus de 1500 monticules sur ce site et a utilisé la datation au radiocarbone pour situer son pic d'occupation entre le XVeXVe et le XVIIIe siècle. Begho abrite divers artefacts tels que des alliages de cuivre, des perles, du verre et de la porcelaine. Elle témoigne également d'une spécialisation artisanale comme en témoigne la présence d'une fonderie de laiton et de fours.
Ce site est autrefois divisé en quartiers qui correspondaient à diverses ethnies de l'époque. Bien que Begho ait été divisé physiquement, les aspects stylistiques de l'artisanat tels que la conception de la poterie sont restés cohérents sur l'ensemble du site ,.

#### Makala Kataa
Ce site témoigne de deux occupations, une plus importante à la fin du XVIIIe et au début du XXe siècle, et une beaucoup plus courte de la fin du XIXe siècle aux années 1920. La première colonie a une taille de site d'environ 18 hectares et est restée une colonie d'assez longue durée jusqu'à son abandon brutal. L'occupation ultérieure n'a produit que des dépôts culturels peu profonds de biens importés tels qu'une pièce de monnaie, des bouteilles en verre et des pipes. 

## Commerce atlantique
Les routes commerciales atlantiques sont plus utilisées à la fin du XVIIIe siècle et entraînent une baisse de l'utilisation des routes transsahariennes. Pendant ce temps, un accent plus fort est mis sur l'or et les minéraux, et éventuellement sur les esclaves à travers la traite des esclaves dans l'Atlantique. Cette période est également associée à des périodes de guerre et de conflit avec un groupe connu sous le nom d'Ashanti, qui a eu une grande influence sur la stabilité quotidienne et la productivité des habitants du district de Banda.

### Premières phases de Makala
La première phase de Makala est caractérisée par de nombreuses guerres intermittentes et l'augmentation de l'activité de traite des esclaves dans la région. L'Ashanti, un état forestier au sud, a eu un impact significatif sur le district de Banda pendant cette période. Les Ashanti se sont réunis au XVIIe siècle et ont lentement commencé à prendre le contrôle des zones au nord tout au long du XVIIIe siècle dans le but de contrôler le commerce du fleuve Niger,. Cela comprend le district de Banda, où de nombreux sites tels que Makala Kataa sont abandonnés pendant les périodes de conflit avec les Ashanti, puis réinvestis une fois les troubles apaisés. Leurs campagnes militaires aboutirent à la prise du site Bono Maso ainsi que de Begho. Souvent, les Ashanti demandent au peuple Banda des régions qu'ils conquièrent de se battre dans des guerres qu'ils mènent avec d'autres groupes.  Au début du XIXe siècle, les Ashanti prennent le contrôle d'une grande partie du commerce du nord du Sahara. Cela entraîne une diminution de la quantité de biens commerciaux longue distance trouvés à Banda, mais aussi un essor sur les marchés locaux et régionaux. Non seulement il y a une plus grande concentration sur le commerce régional, mais aussi un plus grand rétrécissement de l'artisanat, ce qui peut indiquer une certaine perte de richesse à Banda au profit des Ashanti.

#### La production artisanale
Contrairement à la période précédente, le travail des métaux sur place n'est pas important au début du Makala. Très peu de scories sont récupérées sur les sites, ce qui signifie soit que la production est hors site quelque part, soit que les gens comptaient davantage sur les produits métalliques reçus via le commerce avec d'autres régions.
Il y a également un manque de preuves de la production de poterie sur place pendant cette période. Une grande partie de la décoration vue pendant la phase Kuulo est perdue, les gens semblant préférer la poterie traitée en surface avec une roulette en épi de maïs et des rainures peu profondes pour les motifs. En règle générale, les navires ont des jantes retournées et se présentaient dans différentes formes et tailles. Une différence en particulier par rapport à la phase Kuulo est l'approvisionnement en argile. Non seulement il y a une plus grande diversité de sources d'argile, mais des sources d'argile spécifiques sont utilisées pour des types spécifiques de navires. Par exemple, l'argile utilisée pour fabriquer des jarres provenait de l'ouest des collines, tandis que l'argile utilisée pour les bols provenait probablement de l'est. Cela suggère un fort commerce régional entre les Banda et les groupes à l'est et à l'ouest au début du Makala. Les pipes deviennent également beaucoup plus courantes, reflétant l'augmentation de l'usage du tabac et du tabagisme dans la région.
Pendant ce temps, une augmentation de la présence de fusaïoles peut être observée dans les archives archéologiques. Cela reflète un passage à la production de textiles domestiques plutôt qu'à une production et à une spécialisation à grande échelle.

#### Subsistance et style de vie
Les premières colonies de Makala comportaient généralement des structures rectangulaires composées de pièces adjacentes. Les murs sont formés à l'aide de techniques de terre coulée, certaines zones ayant jusqu'à trois niveaux de planchers afin de sceller les couches de plancher plus anciennes et de soutenir les murs effondrés. Une fouille a permis de découvrir une cuisine à deux foyers, indiquant un logement des saisons humides et sèches qui caractérisait la région.
La subsistance à cette époque restait un mélange de chasse, de cueillette et de domestication. Il y a eu un abandon de la chasse aux espèces dangereuses comme les hippopotames et les lions, et une plus grande dépendance à l'égard des lézards, des serpents et des rongeurs. Les animaux domestiques comprennent le poulet, la pintade, le chien, les moutons / chèvres et les bovins. En ce qui concerne les plantes, les sites montrent des traces de phytolithes carbonisés de sorgho et de maïs, qui ont poussé ensemble dans cette zone pendant un certain temps. On pense que ces cultures sont des compléments idéaux à leur alimentation pendant les périodes où d'autres cultures comme les ignames sont rares.

### Makala tardif
La fin de la période Makala correspond au moment où les soldats britanniques commencent à être présents dans le district de Banda, en particulier de 1890 aux années 1920. Il existe également des preuves d'un passage des logements composés à des structures autoportantes faciles à démonter et à déplacer, ce qui est considéré comme le reflet de la présence britannique dans la région. Pendant ce temps, il y a eu un changement vers une chasse et une cueillette plus locales ainsi qu'une augmentation des biens européens et des réseaux commerciaux. Bien que les gens aient commencé à réinstaller les villages abandonnés lors des conflits avec les Ashanti, les maisons sont beaucoup moins solides, la poterie plus simple et de style uniforme, et les relations commerciales sont contractées. Le commerce régional se faisait à plus petite échelle et les relations commerciales locales qui restaient intactes se concentraient à l'est des collines de Banda par opposition à l'est et à l'ouest comme au début de la période Makala. On pense que cela reflète la guerre locale à l'époque. À l'ouest du district de Banda se trouve Bondoukou, la capitale des Gyaman dirigée par Samori qui a conduit son armée à conquérir de nombreuses terres à travers l'Afrique de l'Ouest, de sorte que les habitants de Banda se sont concentrés à l'est pour tenter de réduire les interactions. À ce stade, il existe également des preuves de tensions accrues entre les intérêts européens et africains. Par exemple, les Britanniques et Ashanti se sont battus le long de la côte pour le contrôle des terres et d'autres ressources, ce qui a finalement conduit à la capture britannique de la capitale Ashanti, Kumasi. En 1894, les Banda signent un traité avec un voyageur britannique, marquant la fin du contrôle des Ashanti sur la région de Banda.

#### La production artisanale
À la fin du Makala, il y a eu un passage des produits fabriqués localement à des produits plus manufacturés en raison de la présence britannique dans la région. Ce passage aux produits manufacturés est une tentative des Britanniques de la région d'étendre le commerce à davantage de marchés européens. L'un des premiers métiers à s'implanter est la fabrication de pipes, suivi de la métallurgie et de la poterie. Bien que la production ait considérablement ralenti à des fins commerciales, la céramique fabriquée localement est encore utilisée dans les ménages. L'analyse neutronique de l'argile a placé la source d'argile à l'est des collines pour plus de la moitié des échantillons, et la même source d'argile est utilisée pour les bols et les bocaux, ce qui contraste avec la période antérieure. Stylistiquement, la décoration sur la poterie est également beaucoup plus proche de celle que l'on voit dans ce domaine aujourd'hui. Pendant cette période, il n'y a pas non plus de preuves d'un travail intensif des métaux sur le site. Tous les échantillons trouvés ont probablement été acquis par le biais du commerce, puis modifiés à leurs propres fins. Le seul artisanat qui restait du début Makala est celui de la production textile. Le système de production domestique de textiles est resté intact malgré une demande accrue de produits manufacturés dans les réseaux commerciaux.

#### Subsistance et style de vie
Les Banda pendant cette période ont continué à dépendre d'animaux sauvages, en particulier de mammifères, comme en témoignent les restes de faune récupérés sur le site, et la diversité des restes de faune est plus conforme à celle de la phase Kuulo. Des cultures telles que l'igname, le maïs, l'arachide et le manioc continuent d'apparaître avec une intensité croissante, ainsi que le tabac. Il existe même des preuves que le tabac cultivé dans le district de Banda est vendu dans le complexe voisin de Kintampo.
Les unités résidentielles de la fin du Makala sont très minimes, ce qui signifie qu'elles sont assez simples et composées de deux pièces. Il s'agissait généralement de structures de pôles et de dagas qui pouvaient être mises en place très rapidement et efficacement. Ils n'ont également qu'un seul étage et manquaient de toute sorte de formation composée.

### Esclavage
Au plus fort de la traite des esclaves, le district de Banda a servi de source d'esclaves, ainsi que de lieu de confinement, de détention et d'achat de captifs de guerre. Les Bono sont connus pour envoyer des captifs de guerre Banda de leurs campagnes militaires dans le nord dans le commerce atlantique en tant qu'esclaves. Au cours du XIXe siècle, il y a eu une augmentation considérable de la demande d'esclaves pour satisfaire non seulement la traite atlantique, mais aussi la traite intérieure. Une grande partie de la demande interne d'esclaves est générée par leur utilisation comme paiements et ouvriers dans la récolte des cultures et d'autres ressources telles que l'or. Avec l'influence des Britanniques, des changements dans la structure économique peuvent également être observés. Ici, les groupes sont passés de pratiques communautaires et résistantes au risque à des pratiques plus centrées sur l'individu et favorisant la production de produits spécialisés,.

## Influence britannique
L'implication britannique dans le district de Banda a commencé à la fin du XIXe siècle. Les Britanniques sont empêtrés dans de nombreuses luttes pour la terre et d'autres ressources de la région, à la fois avec les Ashanti et d'autres groupes. Un de ces groupes est dirigé par un homme nommé Imam Samori. Samori a mené son armée à cheval et a conquis des terres de la Guinée à la Côte d'Ivoire. Les Britanniques ont aidé à empêcher Samori de prendre Banda, par crainte que cela ne perturbe le commerce dans la région. 
Bien qu'ils aient imposé une administration coloniale à Banda, les Britanniques sont d'abord restés assez éloignés de la vie quotidienne des gens. Leur intérêt pour Banda tournait principalement autour des biens et matériaux économiques, au lieu d'avoir une présence active dans la direction de la région. Plus tard, la production de Banda est réorientée pour s'adapter aux tendances et aux désirs des marchés européens, et des ressources telles que le cacao et les esclaves sont rapidement devenues des exportations majeures. Les Britanniques ont également institué une monnaie uniforme, où les taxes et autres frais devaient tous être payés en utilisant ce système au lieu du système de cauris précédemment utilisé par le peuple Banda.

## Lecture supplémentaire
- Logan, Amanda L. The Scarcity Slot: Excavating histories of food security in Ghana. Presse de l'Université de Californie, 2020.